# المنافسات الفنية في الألعاب الأولمبية الصيفية
المنافسات الفنية في الألعاب الأولمبية الصيفية شكلت المنافسات الفنية جزءاَ من الأولمبياد الحديثة من عام 1912 وحتى 1948 التي كانت فكرة مؤسس اللجنة الأولمبية الدولية الفرنسي بيير دي كوبيرتن. وقد كانت تمنح الجوائز للأعمال الفنية التي تتضمن أعمال البناء والأدب والموسيقى والرسم والنحت أيضاَ.
تم في العام 1954 الاستغناء عن لجنة الحكام للأولمبياد الفنية بسبب معاملة الفنانين المشاركين على أنهم محترفين في حين أن المشاركين الرياضيين يتطلب أن يكونوا هواة وبسبب هذا الأمر حل برنامج الأولمبياد الثقافي في عام 1956 محل اللجنة التحكيمية للأولمبياد الفنية. 
وقد تم في العام 1954 الاستغناء عن لجنة الحكام للأولمبياد الفنية بسبب معاملة الفنانين المشاركين على أنهم محترفين في حين أن المشاركين الرياضيين يتطلب أن يكونوا هواة وبسبب هذا الأمر حل برنامج الأولمبياد الثقافي في عام 1956 محل اللجنة التحكيمية للأولمبياد الفنية.

## تاريخ المنافسات
في عام 1894 تم إنشاء اللجنة الأولمبية الدولية اللجنة الأولمبية الدولية للاحتفال بأولى الاولمبياد الحديثة التي أقيمت في أثينا باليونان وقام الفرنسي بيير دي كوبيرتن بتجهيز مقابلة لأعضاء اللجنة الأولمبية الدولية مع ممثلي المنظمات الفنية لتقديم مقترحه عن إدخال المنافسات الفنية في الأولمبياد في مجالاتها الخمس (البناء والأدب والموسيقى والرسم والنحت). وقد لاقى الفرنسي صاحب الفكرة إحباطات عديدة في عدم إشراك المنافسات الفنية أولها في أولمبياد روما بسبب المشاكل الاقتصادية التي حصلت آنذاك في إيطاليا وبعدها في أولمبياد لندن التي لم تجد الوقت المناسب للتحضير لهذه المنافسات وعلى الرغم من اعتراض ورفض المسؤولين في أولمبياد ستوكهولم فكرة إدخال الفن في المنافسة تقرر ولأول مرة تواجد المنافسات الفنية في مدينة ستوكهولم السويدية التي استضافت أولمبياد صيف 1912.

## المنافسات
تنوعت قواعد المسابقة الفنية من 1912-1948 ولكن لب القواعد بقي على حاله وكان على جميع الأعمال المقدمة ان تكون مستوحاة من الرياضة وكان عليها أن تكون أصلية (وهذا يعني انها لم تنشر من قبل المنافسة) ومنحت الميداليات الذهبية والفضية والبرونزية للفنانين الذين حصلوا على مراتب عليا كما هو الحال في الأحداث الرياضية في الألعاب الأولمبية ولكن على الرغم من ذلك لم يتم منح الميداليات في كل المنافسات وفي بعض الحالات لم يتم منح أي ميداليات على الإطلاق.
وعلى وجه العموم كان مسموح للفنان ان يقدم أكثر من عمل فني حتى إذا وصلوا للحد الأقصى مما سمح للفنانين بالفوز بأكثر من جائزة في مسابقة واحدة وحتى انه في وقت ما كانت هناك اقتراحات لتشمل أيضا الرقص أو السينما أو التصوير الفوتوغرافي أو المسرح ولكن لم يتم شمل أي من هذه الفنون في الألعاب الاولمبية كحدث تكريمي.

### في الهندسة المعمارية

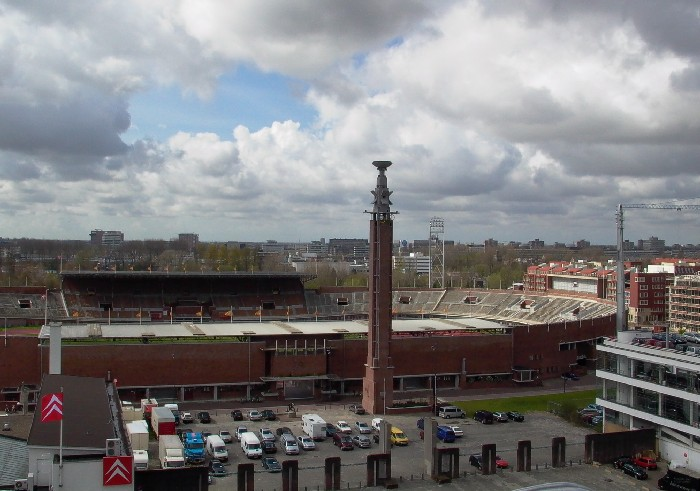
مجسم الأستاد الأولمبي لعام 1928 تم تصميمه من قبل جان ويلس الحائز على الميدالية الذهبية في نفس العام.

لم تكن المسابقة المعمارية مقسمة إلى فئات حتى ألعاب أمستردام في عام 1928 حين أدخلت فئة تخطيط البلدان في 1928 ومع ذلك لم يكن التقسيم دائما واضح لذلك ومنحت بعض التصاميم الجوائز في كل الفئات وسمح للإعمال المقدمة في هذه الفئة ان تكون عرضت قبل المسابقة مثال ذلك الميدالية الذهبية 1928 للهندسة المعمارية التي منحت لجان ويلس عن تصميمه للإستاد الاولمبي الذي استخدم في نفس الأولمبياد.

### في الأدب
قسمت مسابقات الأدب إلى عدد متنوع من الفئات عام 1924 ومرة أخرى في عام 1932 لم يكن هناك سوى فئة واحدة للأدب، وفي عام 1928 تم إدخال فئات منفصلة في الادب وهي الادب المسرحي والملحمي والأدب الغنائي وتم منح الجوائز في هذه الفئات أيضا في عام 1948 في حين أسقطت فئة الدراما في عام 1936. وكانت الأعمال المقدمة محدودة في الطول (20000 كلمة) ويمكن أن تقدم في أي لغة شريطة أن يرافقها ترجمات أو ملخصات بالغة الإنجليزية أو الفرنسية (لكن القواعد اختلفت على مر السنين).

### في الموسيقى
نظم حفل واحد للموسيقى حتى عام 1936 عندما تم إدخال ثلاث فئات واحدة للأوركسترا وواحدة لموسيقى الآلات وواحدة للموسيقى المنفردة وموسيقى الكورال، وفي عام 1948 تم تعديل هذه الفئات قليلا فأصبحت في الكورال والاوركسترا معا وآلات الموسيقى وغرفة الموسيقى معا والموسيقى الصوتية.
وقد واجه الحكام في أغلب الأحيان مشاكل تتعلق باختيار الأعمال المقدمة على الورق ولذلك في كثير من الاوقات لم يتم منح سوى عدد قليل من الجوائز وفي مناسبات أخرى لم تمنح أي جائزة على الإطلاق (في فئة الموسيقى 1924 وفي فئة آلاتي الموسيقي 1936), وفي عام 1936 منحت الجوائز ولأول مرة للفائزين الذين عزفوا امام الجماهير. وقد كان جوزيف سوك هو الموسيقي المشهور الوحيد الذي شارك بالمسابقة وفاز بالميدالية الفضية في عام 1932. 

### في الرسم

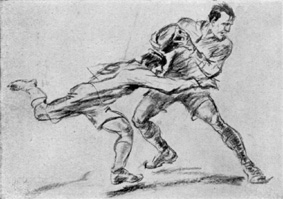
جان جاكوبي هو الفنان الوحيد الذي حاز على ميداليتين ذهبيتين في الرسم، وفي الصورة تظهر رسمته بعنوان Rugby.

جان جاكوبي هو الفنان الوحيد الذي فاز بميداليتين ذهبيتين وكانت ميداليته الثانية على رسمه بعنوان Rugby وكما هو الحال مع غيرها من الأشكال الفنية كانت فئة الرسم واحدة في المسابقة حتى عام 1928 عندما تم تقسيمها إلى ثلاثة فئات فرعية وهي الرسومات والفنون تصويرية واللوحات ثم تغيرت الفئات في الدورة الألعاب الاولمبية في عام 1932 فأصبحت ثلاث فئات وهي لوحات ومطبوعات والألوان المائية والرسومات معا، وبعد مرور أربع سنوات فئة المطبوعات اختفت وحلت محلها فنون تصويرية وفن الرسم التجاري وفي مسابقة الفنية الأولمبية النهائية أصبحت الفئات كالتالي وهي الفنون والحرف اليدوية معا والحفر والنقش معا والزيوت والألوان المائية معا.

### في النحت
كانت مسابقة النحت تندرج تحت فئة واحدة حتى عام 1928 عندما أصبح هناك مسابقتين منفصلتين واحدة للتماثيل وواحدة للنقوش والميداليات، وفي عام 1936 تم تقسيم هذا الأمر أبعد من ذلك ففصل النقوش والميداليات في فئات الخاصة.

## المتنافسين
بينما حقق العديد من الفائزين بميداليات الفن الاولمبية على الاقل شهره عالمية قلة منهم يمكن اعتبارهم فنانون معروفون عالميا. وفي الواقع استضافة الألعاب الاولمبية الفنية لجنة تحكيم أكثر شهره من المتسابقين أنفسهم امثال سلمى لاجيروف وإيغور سترافينسكي ليحكما على الأعمال المقدمة.
ويعتبر الرسام جان جاكوبي أكثر الفنانين الاولمبيين نجاحا بسبب الميداليات التي حاز عليها حيث حصل على الميدالية الذهبية لعمله الفني Etude de sport ولرسمته Rugby في عام 1928 .

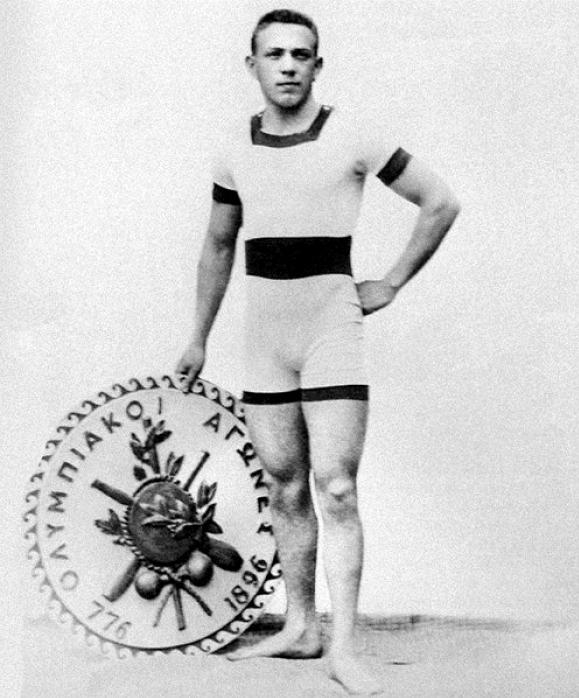
ألفريد هاغوس وهو واحداً من المتنافسين الوحيدين الذين حققوا ميداليات في المنافسات الأولمبية الرياضية والفنية معاَ.

وفاز شخصان فقط بالميداليات الاولمبية في كل من الرياضة والفن الأول منها هو ولتر وينيز الأمريكي الذي عاش في إنجلترا وفاز بالميدالية الذهبية كهداف في اولمبياد صيف 1908 وفي مسابقة ركض الغزال، وفي 1912 فاز بميدالية رماية أخرى ولكن هذه المرة فضية في مسابقة فريق ركض الغزال وبحلول ذلك الوقت كان قد فاز بالفعل بالميدالية الذهبية لنحته تمثال للجواد الأمريكي. وأما الاولمبي الآخر الذي نجح في كلا المجالين هو الفريد هاغوس من المجر وكسباح فاز بميداليتين ذهبيتين في اولمبياد اثينا عام 1896 وبعد 28 سنه حصل على الميدالية الفضية في الهندسة المعمارية لتصميمه استاد رياضي وشاركه في التصميم اللاعب ديزو ليبير. 
وأحرز البريطاني جون كوبلي الميدالية الفضية في مسابقة 1948 للنقش والرسم في عمر الثالثة والسبعون مما جعله أكبر اولمبي يحصل على الميدالية الاولمبية الفنية في التاريخ، بينما اقدم من حصل على الميدالية الاولمبية خارج المسابقات الفنية هو مطلق النار السويدي اوسكار سوان وهو الذي فاز بأخر ميدالية له في سن الثانية والسبعون عاما.

## الدورات الأولمبية الصيفية التي شهدت تتويج بالميداليات للمنافسات الفنية
- ستوكهولم 1912
- أنتويرب 1920
- باريس 1924
- أمستردام 1928
- لوس انجلوس 1932
- برلين 1936
- لندن 1948